# Carla Capponi
Carla Capponi (Roma, 7 dicembre 1918 – Zagarolo, 24 novembre 2000) è stata una partigiana e politica italiana, Medaglia d'oro al valor militare.

## Biografia

### Giovinezza
Carla Capponi nasce a Roma da famiglia piccolo-borghese e antifascista, di origine marchigiana. Frequenta le scuole superiori al liceo classico Ennio Quirino Visconti, nella stessa classe del regista Carlo Lizzani e del futuro assessore comunale comunista Piero Della Seta. Alla morte del padre (1940) è costretta ad abbandonare gli studi di giurisprudenza e a impiegarsi, per contribuire al bilancio familiare.
Il 19 luglio 1943, subito dopo il bombardamento di San Lorenzo, Carla accorre al Policlinico in cerca della madre e vi rimane come volontaria; successivamente consente che nel suo appartamento di fronte al Foro di Traiano si riuniscano clandestinamente attivisti comunisti, tra i quali Gioacchino Gesmundo, Luciano Lusana, Adele Bei, Carla Angelini e Mario Leporatti. In una di queste riunioni le viene presentato Rosario Bentivegna, studente di medicina di tre anni più giovane, mentre in via Margutta, nello studio dello scultore Nino Franchina, conosce l'attivista Filiberto Sbardella (uno dei capi di Bandiera Rossa).

### Guerra partigiana
La mattina del 9 settembre 1943, Carla Capponi segue un gruppo di civili armati sommariamente e accorre volontaria sulla linea del fuoco della battaglia per la difesa di Roma dalle truppe tedesche, nei pressi della basilica di San Paolo. Si unisce a un gruppo di donne che, alla Garbatella, distribuiscono cibo ai militari italiani e si offre di combattere, ma non riesce a ottenere le armi che scarseggiano. Si prodiga per l'intera notte ad assistere i feriti. Il giorno dopo, con l'avanzare del nemico, fugge in direzione della passeggiata archeologica. A Porta Capena assiste alla distruzione di un carro armato italiano in ritirata. Attraversa temeraria la strada e salva la vita al carrista italiano, trascinandolo fuori per le ascelle e caricandoselo per alcuni tratti sulle spalle, sino alla propria abitazione. In casa, sua madre ha già accolto altri due militari sbandati.

Carla Capponi all'epoca della Resistenza

Dopo l'occupazione tedesca, Carla Capponi entra nel Partito Comunista Italiano e partecipa alla Resistenza nel GAP Centrale Carlo Pisacane, comandato da Rosario Bentivegna. In ottobre, poiché i compagni dei GAP le negavano l'armamento, riservando alle donne solo funzioni di appoggio, ruba la pistola a un militare fascista in un autobus sovraffollato.
Ha il battesimo del fuoco la sera del 17 dicembre 1943, in un'azione in Via XXII Marzo con Bentivegna, Mario Fiorentini e Lucia Ottobrini nella quale venne ucciso un ufficiale tedesco. Il giorno dopo, la medesima formazione deposita una bomba all'uscita del cinema Barberini, frequentato da soldati tedeschi. L'azione provoca la morte di otto militari, oltre a un numero imprecisato di feriti. Capponi e Ottobrini sono fermate dalle SS, ma vengono subito rilasciate e trovano rifugio in mezzo agli sfollati del Traforo Umberto I.
Il 26 dicembre, dal lungotevere sovrastante via della Lungara, Mario Fiorentini, in bicicletta, lancia un ordigno esplosivo contro l'ingresso del carcere di Regina Coeli, mentre 28 militari tedeschi sono impegnati nel cambio della guardia. Carla Capponi partecipa, a copertura dell'azione, insieme con Rosario Bentivegna, Franco di Lernia e Lucia Ottobrini. Rimangono uccisi altri sette o otto tedeschi, oltre a un numero imprecisato di feriti.
Dopo lo sbarco di Anzio (22 gennaio 1944), la Capponi viene destinata, insieme con tutta la sua formazione, nell'VIII zona (Prenestino, Torpignattara, Quadraro, Centocelle, Quarticciolo), entrando così nella piena clandestinità. Dorme nelle baracche della Borgata Gordiani. Torna ad agire nel centro di Roma ai primi di marzo.
Il giorno 3, nel trambusto che segue l'assassinio di Teresa Gullace, Carla Capponi estrae d'impulso la pistola e la punta contro l'uccisore, ma è subito circondata dalle donne presenti e arrestata dai tedeschi. Nella confusione, un'altra "gappista", Marisa Musu, ha la prontezza di spirito di sottrarle l'arma e di infilarle in tasca la tessera di un'associazione fascista. Portata in caserma, Carla riesce a convincere l'ufficiale collaborazionista che la interroga della sua estraneità all'azione e riacquista la libertà. Il giorno 9 Capponi fa saltare un'autocisterna tedesca vicino al Colosseo.

#### L'attentato di via Rasella ed eventi seguenti
Il 23 marzo 1944, i GAP centrali al comando di Carlo Salinari (Spartaco) e Franco Calamandrei (Cola) compiono il loro più importante attentato di via Rasella, durante il transito di una compagnia in assetto di guerra del I battaglione del Polizeiregiment "Bozen" composta da 156 uomini. L'azione ha inizio con lo scoppio di una bomba al tritolo trasportata in un carretto della nettezza urbana e fatta brillare da Rosario Bentivegna. Carla Capponi è nei pressi con in braccio l'impermeabile che consegnerà al compagno per cambiarsi di abito, prima di allontanarsi. Partecipano altri 10 gappisti, che effettuano un fuoco di copertura con bombe da mortaio Brixia. L'attentato e il successivo fuoco di risposta dei tedeschi provocano la morte immediata di 32 militari tedeschi e il ferimento di altri 110 circa (un'altra vittima sarebbe morta in ospedale il giorno dopo e altri nei giorni successivi). I gappisti non subiscono perdite mentre sono uccisi casualmente almeno un ragazzo e un civile.
Per rappresaglia contro la morte dei 33 militari del "Bozen", i tedeschi trucidano 335 prigionieri o rastrellati italiani (10 per ogni tedesco, più 5), quasi tutti civili, nell'eccidio delle Fosse Ardeatine; tra i trucidati, anche i "gappisti" Gioacchino Gesmundo, Valerio Fiorentini e Umberto Scattoni, arrestati nei mesi precedenti. La notizia viene data a rappresaglia eseguita. Antonello Trombadori, ancora prigioniero nel carcere di via Tasso, si salvò dal rastrellamento perché temporaneamente ricoverato nell'infermeria del carcere. Numerose sentenze del dopoguerra qualificheranno l'attacco come legittimo atto di guerra.

Carla Capponi (al centro, accovacciata) fra i gappisti romani nel 1944

Alla fine dell'aprile 1944 il tradimento di Guglielmo Blasi porta alla cattura di un gran numero di partigiani nelle carceri tedesche di Via Tasso. Capponi e Bentivegna si uniscono alle formazioni partigiane della campagna romana, a sud di Roma, e agiscono nella zona Casilina-Prenestina, immediatamente dietro il fronte tedesco di Cassino. Carla è vicecomandante dell'unità partigiana, operante tra Valmontone, Zagarolo e Palestrina, con il grado di capitano.

### Dopoguerra
Dopo la liberazione di Roma da parte degli Alleati (giugno 1944), abbandona la clandestinità. Il 22 settembre 1944, Carla Capponi sposa Rosario Bentivegna, in procinto di essere destinato a combattere in Jugoslavia. Nel 1945 nasce la figlia Elena. È decorata con la Medaglia d'oro al valor militare per la sua lotta contro il fascismo e il nazismo.
Nel 1953 è eletta deputato nelle liste del PCI; si ripresenta nel 1972 nel collegio di Roma, conseguendo il più alto numero delle preferenze di lista dopo Enrico Berlinguer. Nel 1974 divorzia da Bentivegna, con cui rimane comunque in buoni rapporti.
Pochi mesi prima della sua morte pubblica il libro di memorie Con cuore di donna. Fa parte del Comitato di presidenza dell'ANPI sino alla morte, avvenuta nel 2000; il corpo fu cremato e inizialmente tumulato al cimitero del Verano. Nel 2014, la figlia Elena (che morirà l'anno dopo, nel 2015, a 69 anni), non avendo ottenuto la possibilità di seppellire insieme i genitori, in 80 centimetri di terra nel cimitero acattolico di Roma al Testaccio, come desiderato da loro stessi, ha rispettato la loro volontà, come seconda ipotesi, di avere disperse le proprie ceneri nel fiume Tevere.